# Єйська залізниця
Єйська залізниця — товариство, яке в 1908—1911 роках займалося будівництвом залізниці від станції Сосика до портового міста Єйськ.
У 1908 році влада міста Єйська домоглася дозволу II департаменту Державної ради на заснування акціонерної компанії Єйська залізниця. Керував будівництвом талановитий інженер і підприємець З. Є. Палашковський.
Для залізничного полотна брався черепашковий пісок з Єйської коси, що надалі призвело до серйозного економічного і екологічного збитку: у лютому 1914 року під час урагану вода розмила Єйську косу, у результаті від неї відокремилася найбільш мальовнича частина — стрілка, утворивши однойменний острів.
11 липня 1911 року відбулося урочисте відкриття залізниці, супроводжувана масовими гуляннями: берегом Єйського лиману від вокзалу до Широчанки палили вогнища, смажили м'ясо і варили юшку, співали народні пісні.
Для керівництва діяльністю залізниці було створено управління в Санкт-Петербурзі. 25 травня 1912 року воно було переведено в Єйськ. Єйський вокзал, паровозне і вагоноремонтне депо були побудовані 1910—1912 роках. При станції Єйськ був відкритий залізничний клуб.

## Дивись також
- Єйський трамвай
- Єйськ (станція)